# 2010年の相撲
< 2010年 | 2010年のスポーツ
2010年の相撲（2010ねんのすもう）では、2010年（平成22年）の相撲について述べる。
2009-2010-2011

## できごと

### 1月
- 8日 - 【大相撲】貴乃花親方（元横綱・貴乃花）が、2月1日に行われる日本相撲協会の理事選挙に、所属している二所ノ関一門を離脱して無所属で立候補すると表明した[1]。
- 12日 - 【大相撲】大関魁皇がこの日の取組に勝利して幕内通算808勝となり、千代の富士の記録を抜いて歴代1位となった[2]。
- 13日 - 【大相撲】元大関千代大海が現役を引退し、年寄「佐ノ山」を襲名した[3]。これに伴い、佐ノ山親方（元小結・闘牙）は年寄「浅香山」に名跡を変更した[4]。
- 14日 - 【大相撲】時津風一門が理事選に関連して会合を開き、高砂一門と選挙協力をして2002年以来となる2人の理事候補擁立を決定した[5]。
- 19日 - 【大相撲】二所ノ関一門が理事選に関連して会合を開き、貴乃花親方（元横綱・貴乃花）の理事選立候補を支持する6人の親方[注 1]を事実上の破門とした。これにより一門の持ち票数が減少したため、鳴戸親方（元横綱・隆の里）は立候補を断念することになった[6]。
- 22日
  - 【大相撲】横綱朝青龍が、1月場所中の未明に泥酔して自身のマネジャーに暴行をしたと週刊誌で報じられた[7]。
  - 【大相撲】元幕内玉力道が現役を引退し、年寄「荒磯」を襲名した[8]。
- 23日 - 【大相撲】1月場所14日目のこの日に、横綱朝青龍の2場所ぶり25回目の幕内最高優勝が決定した。優勝回数は北の湖の24回を抜いて歴代単独3位となった[9]。
- 25日 - 【大相撲】日本相撲協会は、1月場所中の週刊誌報道に関連して、横綱朝青龍と師匠の高砂親方（元大関・朝潮）を厳重注意とした[10]。
- 29日 - 【大相撲】川端達夫文部科学大臣が、朝青龍問題に関して日本相撲協会に調査するよう指示した[11]。

### 2月
- 1日 - 【大相撲】日本相撲協会の理事選が行われ、貴乃花親方（元横綱・貴乃花）が10票を獲得し初当選した。割りを食った形で、立浪一門の大島親方（元大関・旭國）が8票で落選した[12]。
- 2日 - 【大相撲】宮城野部屋（立浪一門）付きの安治川親方（元幕内・光法）が、理事選で貴乃花親方（元横綱・貴乃花）に投票したことを明らかにした上で、日本相撲協会を退職する意向を表明した[13]。退職については翌3日に撤回した[14]。
- 4日
  - 【大相撲】日本相撲協会が理事会を開き、1月場所中に暴行問題を起こした横綱朝青龍に対して引退を勧告した。朝青龍は勧告を受け入れて現役を引退した。理事会の前には、横綱審議委員会が史上初の引退勧告を決議していた[15]。
  - 【大相撲】日本相撲協会は、楯山親方（元関脇・玉春日）が片男波親方（元関脇・玉ノ富士）と名跡を交換して片男波部屋を継承したと発表した[16]。
- 5日 - 【大相撲】日本相撲協会は、元横綱朝青龍の師匠だった高砂親方（元大関・朝潮）について、朝青龍による一連の問題の監督責任として2階級降格処分にしたと発表した[17]。
- 7日 - 【大相撲】第34回日本大相撲トーナメントで平幕の豪栄道が初優勝した[18]。同大会での横綱・大関以外の優勝は第16回（1992年）の琴錦以来18年ぶり。

### 3月
- 1日 - 【大相撲】日本相撲協会が3月場所の番付を発表した。2月4日に引退した元横綱朝青龍の名前は日程に余裕があったため外され、白鵬の1人横綱となった[19]。
- 9日 - 【大相撲】元幕内・北桜が現役を引退し、年寄「小野川」を襲名した。これに伴い、小野川親方（元幕内・燁司）は年寄「千田川」に名跡を変更した[20]。
- 28日 - 【大相撲】3月場所はこの日に千秋楽を迎えて、幕内は横綱白鵬が15戦全勝で2場所ぶり13回目の優勝を、5回目の15戦全勝で達成した[21]。
- 31日 - 【大相撲】日本相撲協会が5月場所の番付編成会議と理事会を開き、関脇把瑠都の大関昇進を決定した[22]。

### 4月
- 26日 - 【大相撲】鳩山由紀夫内閣総理大臣が大関魁皇に対し、幕内通算在位100場所達成を理由に、角界関係者として初めてとなる内閣総理大臣顕彰を授与した[23]。
- 【学生】北海道大学相撲部創部（公認学生団体）。

### 5月
- 19日 - 【大相撲】日本相撲協会が、5月20日発売の週刊誌で大関琴光喜らが野球賭博をしていると報道されることを受けて、実名が報じられた関係者の事情聴取を行った[24]。
- 21日 - 【大相撲】5月場所13日目のこの日に、横綱白鵬の3場所連続14回目の幕内最高優勝が決定した。白鵬の優勝回数は、輪島と並び歴代6位の記録となった[25]。
- 22日 - 【大相撲】大関琴光喜が、大相撲野球賭博問題に関連して警視庁の事情聴取を受けた[26]。
- 23日 - 【大相撲】大関魁皇がこの日の取組に勝利し、千代の富士に次ぐ史上2人目となる通算1000勝を達成した[27]。
- 27日 - 【大相撲】日本相撲協会が理事会を開き、名古屋場所の「維持員席」[注 2]が暴力団関係者の手に渡っていた問題の発覚を受けて関係者の処分を決定し、木瀬親方（元幕内・肥後ノ海）は委員から平年寄へ2階級降格、清見潟親方（元幕内・大竜川）は譴責処分とした。これに合わせて木瀬部屋の所属力士らは出羽海一門預かりとし、木瀬部屋は事実上の閉鎖となった[28]。
- 31日 - 【大相撲】日本相撲協会は、閉鎖処分を受けて出羽海一門預かりとなっていた木瀬部屋所属力士について、北の湖親方（元横綱・北の湖）が引き取って北の湖部屋へ移籍すると発表した[29]。

### 6月
- 11日 - 【大相撲】日本相撲協会生活指導部長の陸奥親方（元大関・霧島）は、複数の力士が大相撲野球賭博問題への関与を自主申告したと発表した[30]。
- 14日 - 【大相撲】野球賭博問題発覚の端緒となった大関琴光喜が、日本相撲協会に対し野球賭博を行っていた事実を認めたことが明らかになった。また日本相撲協会は、警視庁などに調査結果を提出し、野球賭博が29件、その他の賭博が36件、合わせて65件あったとした。既に司法手続きが進められているため、協会としての処分はその結果を睨みながら決められる見通しとなった[31]。
- 15日 - 【大相撲】前日に野球賭博をしていたことを認めた大関琴光喜が、日本相撲協会に対し7月場所の休場を申し入れ理事会で了承された[32]。
- 21日 - 【大相撲】日本相撲協会は緊急理事会で、野球賭博問題をめぐり外部調査委員会の調査結果を待って、7月4日に7月場所を開催するかどうか最終判断することを決めた[33]。
- 24日 - 【大相撲】野球賭博問題に関連して、警視庁が琴光喜から口止め料350万円を脅し取ったとして押尾川部屋に所属した元・幕下力士を恐喝の疑いで逮捕した[34]。
- 26日 - 【大相撲】日本相撲協会生活指導部長の陸奥親方（元大関・霧島）は、6月28日に予定されていた7月場所の番付発表を延期すると発表した[35]。

### 7月
- 4日 - 【大相撲】日本相撲協会が理事会を開き、野球賭博問題に関与した関係者について、大関琴光喜と大嶽親方（元関脇・貴闘力）を解雇とするなどの処分を決定した[注 3]。武蔵川理事長（元横綱・三重ノ海）は7月場所千秋楽まで謹慎となるため、村山弘義外部理事が理事長代行に就任した。大嶽部屋は師匠が解雇されたことに伴い、同部屋付きの二子山親方（元十両・大竜）が継承することを承認した[36]。
- 5日 - 【大相撲】日本相撲協会が、発表を延期していた7月場所の番付を発表した。4日に解雇となった元大関琴光喜らの名前は掲載されたままであった[37]。
- 6日
  - 【大相撲】日本放送協会が、テレビ放送開始以来初となる本場所中継取り止めを決定[38]。
  - 【大相撲】この日までに呼出の装束に広告を出していた全てのスポンサーが広告を中止することを決定し、約60年間続いてきた呼出の装束の広告が全て無くなった[39]。
- 7日
  - 【大相撲】警視庁が一連の野球賭博問題で、賭博場開張図利の疑いで関係箇所の一斉捜索を実施した[40]。
  - 【大相撲】日本相撲協会は、7月場所で天皇賜杯や内閣総理大臣杯など、全ての外部表彰を辞退すると発表した[41]。
  - 【大相撲】安治川親方（元幕内・光法）が年寄「二子山」に名跡変更した[42]。
- 10日 - 【大相撲】谷川親方（元幕内・敷島）が年寄「安治川」に名跡変更した[43]。
- 11日 - 【大相撲】7月場所が初日を迎えて、日本相撲協会の村山弘義理事長代行が謹慎中の武蔵川理事長（元横綱・三重ノ海）に代わって初日挨拶を行い、一連の不祥事を謝罪した[44]。
- 18日 - 【大相撲】元小結海鵬が現役を引退し、年寄「谷川」を襲名した[45]。
- 21日 - 【大相撲】松ヶ根部屋が、暴力団関係者の所有する建物を大阪場所宿舎としていることが判明した[46]。
- 23日
  - 【大相撲】境川部屋が、2008年まで暴力団関係者の所有する建物を名古屋場所宿舎にしていたことが判明した[47]。
  - 【大相撲】日本相撲協会は、7月場所千秋楽限りで謹慎期間の終わる武蔵川理事長（元横綱・三重ノ海）が入院中のため、7月26日以降は出羽海親方（元関脇・鷲羽山）が理事長代行を務めると発表した[48]。
  - 【大相撲】横綱白鵬がこの日の取組に勝利し、1月場所14日目から続いている連勝記録を大鵬と並ぶ45に伸ばした[49]。
- 24日 - 【大相撲】7月場所14日目のこの日に、横綱白鵬の3場所連続15回目の幕内最高優勝が決定した。白鵬はこの日の取組に勝利し、連勝記録を歴代単独3位の46に伸ばした[50]。
- 25日
  - 【大相撲】横綱白鵬がこの日の取組に勝利して、1場所15日制になって以降では初めてとなる、3場所連続の全勝優勝を達成した[51]。
  - 【大相撲】日本相撲協会は、7月26日以降の理事長代行職について、就任予定だった出羽海親方（元関脇・鷲羽山）の維持員席問題での対応を問題視して、退任予定であった村山弘義理事長代行が続投することを決定した[52]。
  - 【大相撲】例年11月場所後に行われる冬巡業が、野球賭博問題の影響で全て中止となったため、開催されないことが判明した[53]。
- 27日 - 【大相撲】日本相撲協会は、立田川親方（元幕内・湊富士）が湊親方（元小結・豊山）と名跡を交換し、湊部屋を継承したと発表した[54]。

### 8月
- 3日 - 【大相撲】天皇明仁が、3場所連続全勝優勝などの実績を残した横綱白鵬に対して「おねぎらいとお祝い」の書簡を送り、この日に宮内庁関係者から日本相撲協会の村山弘義理事長代行に手渡された[55]。
- 5日 - 【大相撲】病気療養中だった日本相撲協会の武蔵川理事長（元横綱・三重ノ海）がこの日に復帰した。これに伴い、村山弘義理事長代行は退任した[56]。
- 6日 - 【大相撲】日本相撲協会は、宮城野部屋付きの二子山親方（元幕内・光法）が貴乃花部屋へ移籍したと発表した[57]。
- 9日 - 【大相撲】日本相撲協会は、押尾川親方（元幕内・若兎馬）が退職したと発表した[58]。
- 12日
  - 【大相撲】日本相撲協会の武蔵川理事長（元横綱・三重ノ海）が、体調不良を理由に理事長を辞任した。これを受けて行われた理事会では、後任の理事長に放駒親方（元大関・魁傑）が選出された[59]。
  - 【大相撲】日本相撲協会は、野球賭博問題について十両松谷ら力士2人の関与が新たに判明したことを発表した[60]。
- 20日 - 【大相撲】日本相撲協会が放駒理事長（元大関・魁傑）の就任に伴う新体制の担務を決定し、新設の副理事長職に村山弘義外部理事が就任することなどを発表した[61]。
- 29日 - 【大相撲】日本相撲協会が理事会を開き、暴力団排除宣言を行うことを決定した[62]。
- 30日 - 【大相撲】日本相撲協会が9月場所の番付を発表し、入幕力士は1992年1月場所と並んで最多タイの7人となった。このうち旭南海は十両が地位として確立して以降では最も低い西十両12枚目からの入幕となり、土佐ノ海は史上最年長となる38歳6か月での再入幕となった[63]。

### 9月
- 1日
  - 【大相撲】関ノ戸親方（元幕内・武雄山）が年寄「山分」に、浅香山親方（元小結・闘牙）が年寄「押尾川」に、それぞれ名跡を変更した。これに伴い、山分親方（元小結・和歌乃山）は日本相撲協会を退職した[64]。
  - 【大相撲】第6代日本相撲協会理事長を務めた元横綱・初代若乃花の花田勝治が死去。82歳没[65]。
- 2日 - 【大相撲】日本放送協会は、大相撲中継を「大相撲秋場所」（9月場所）から再開すると発表した[66]。
- 3日 - 【大相撲】日本相撲協会は9月場所から天皇賜杯の授与を再開すると発表した。併せて、内閣総理大臣杯をはじめとした外部表彰についても再開を目指す方針を示した[67]。
- 8日 - 【大相撲】日本相撲協会が理事会を開き、大相撲野球賭博問題に関連して関係者の処分を決定した。元十両で三段目の古市と床山の床池は解雇、野球賭博問題に関与していながら申告していなかった十両松谷ら力士2人を2場所の出場停止処分に、2人の師匠の松ヶ根親方（元大関・若嶋津）は監督責任に加えて暴力団関係者から大阪場所宿舎を借りていた件の責任も問われ2階級降格処分となった。元大関琴光喜の師匠だった佐渡ヶ嶽親方（元関脇・琴ノ若）は監督責任で2階級降格処分、7月場所前に関与が判明した力士22人は譴責処分となった[68]。
- 17日 - 【大相撲】横綱白鵬がこの日の取組に勝利し、1月場所14日目から続いている連勝記録を千代の富士と並ぶ53に伸ばした[69]。
- 18日 - 【大相撲】横綱白鵬がこの日の取組に勝利し、1月場所14日目から続いている連勝記録を歴代単独2位となる54に伸ばした[70]。
- 25日 - 【大相撲】9月場所14日目のこの日に、横綱白鵬の4場所連続16回目の幕内最高優勝が決定した[71]。
  - 映画『エクスペンダブルズ』PRのために来日したシルヴェスター・スタローンとドルフ・ラングレンが大相撲観戦[72]。観戦後の囲み取材では九重親方・白鵬と対面した。※スタローンと九重は1988年来日時以来の再開となる。
- 26日 - 【大相撲】元小結・岩木山が現役を引退し、年寄「関ノ戸」を襲名した[73]。
- 27日 - 【大相撲】横綱審議委員会が会合を開き、横綱白鵬に対して特別表彰を行うことを決定した。白鵬は11月場所で双葉山の69連勝を更新する可能性があるため、11月場所後に表彰を行う[74]。
- 29日 - 【大相撲】日本相撲協会が11月場所の番付編成会議を開き、十両昇進力士を発表した。共に新十両の髙安と舛ノ山は、平成生まれ初の関取になった[75]。
- 30日 - 【大相撲】日本相撲協会が理事会を開き、武蔵川部屋を部屋付きの藤島親方（元大関・武双山）が継承することを承認した。これに伴い、部屋名は「藤島部屋」に改称された[76]。

### 10月
- 3日 - 【大相撲】元横綱朝青龍の引退相撲が両国国技館で行われた[77]。

### 11月
- 15日 - 【大相撲】11月場所2日目で横綱白鵬が稀勢の里に敗れた。これにより、1月場所14日目から続いていた白鵬の連勝記録は歴代2位の63でストップした[78]。
- 28日
  - 【大相撲】11月場所はこの日に千秋楽を迎えて、幕内では横綱白鵬が豊ノ島を優勝決定戦で破り、14勝1敗で5場所連続17回目の優勝を果たした[79]。
  - 【大相撲】立川親方（元幕内・起利錦）が年寄「浅香山」に名跡変更した[80]。
- 29日 - 【大相撲】横綱審議委員会が定例会合を開き、歴代2位の63連勝を達成し、9月場所後に特別表彰することを決定していた横綱白鵬に対して、横綱審議委員の宮田亮平が制作する特別記念品を贈呈すると決定した[81]。

### 12月
- 15日 - 【大相撲】元関脇土佐ノ海が現役を引退し、年寄「立川」を襲名した[82]。
- 21日 - 【大相撲】日本相撲協会が2012年1月場所の番付を発表した。豊ノ島は前場所で14勝以上を挙げた力士として史上初めて平幕に留め置かれた[83]。
- 24日 - 【大相撲】日本相撲協会が理事会を開き、2007年に知人女性に八百長を告白したと週刊誌に報じられた宮城野親方（元十両・金親）に対して、宮城野部屋付きの熊ヶ谷親方（元幕内・竹葉山）と年寄名跡を交換して宮城野部屋の師匠を交代するよう勧告するとともに、主任から平年寄への1階級降格処分とすることを決定した。また、未成年の力士が逮捕されたことを受けて、所属部屋の師匠を譴責処分とした[84]。
- 27日 - 【大相撲】日本相撲協会が緊急理事会を開き、宮城野親方（元十両・金親）が、宮城野部屋付きの熊ヶ谷親方（元幕内・竹葉山）と名跡を交換して部屋の師匠を交代するよう求めた相撲協会の勧告を受け入れた[85]。

## 大相撲

### 本場所

#### 一月場所（初場所）
両国国技館（東京都）を会場に、初日の1月10日（日）から千秋楽の1月24日（日）まで15日間開催された。番付発表は2009年（平成21年）12月21日（月）。
| タイトル     | タイトル     | 人物（所属部屋 出身地） - 成績                                                   |
| ------------ | ------------ | -------------------------------------------------------------------------------- |
| 幕内最高優勝 | 幕内最高優勝 | 朝青龍明徳（高砂部屋 モンゴル・ウランバートル出身） - 13勝2敗（2場所ぶり25回目） |
| 三賞         | 殊勲賞       | 把瑠都凱斗（尾上部屋 エストニア・ラクヴェレ出身） - 12勝3敗（初受賞）            |
| 三賞         | 敢闘賞       | 豊響隆太（境川部屋 山口県下関市出身） - 12勝3敗（9場所ぶり3回目）                |
| 三賞         | 技能賞       | 安美錦竜児（伊勢ヶ濱部屋 青森県西津軽郡深浦町出身） - 11勝4敗（3場所ぶり5回目）  |
| 十両優勝     | 十両優勝     | 臥牙丸勝（木瀬部屋 ジョージア・トビリシ出身） - 12勝3敗                          |
| 幕下優勝     | 幕下優勝     | 佐田の海要（境川部屋 熊本県熊本市出身） - 7戦全勝                                |
| 三段目優勝   | 三段目優勝   | 常陸號達也（武蔵川部屋 茨城県笠間市出身） - 7戦全勝                              |
| 序二段優勝   | 序二段優勝   | 唐津海誠二（玉ノ井部屋 佐賀県唐津市出身） - 7戦全勝 ※優勝決定戦勝利              |
| 序ノ口優勝   | 序ノ口優勝   | 誇山晃史（峰崎部屋 神奈川県横浜市保土ケ谷区出身） - 7戦全勝                      |

#### 三月場所（春場所、大阪場所）
大阪府立体育会館（大阪市）を会場に、初日の3月14日（日）から千秋楽の3月28日（日）まで15日間開催された。番付発表は3月1日（月）。
| タイトル     | タイトル     | 人物（所属部屋 出身地） - 成績                                                  |
| ------------ | ------------ | ------------------------------------------------------------------------------- |
| 幕内最高優勝 | 幕内最高優勝 | 白鵬翔（宮城野部屋 モンゴル・ウランバートル出身） - 15戦全勝（2場所ぶり13回目） |
| 三賞         | 殊勲賞       | 該当者なし                                                                      |
| 三賞         | 敢闘賞       | 把瑠都凱斗（尾上部屋 エストニア・ラクヴェレ出身） - 14勝1敗（3場所ぶり5回目）   |
| 三賞         | 技能賞       | 把瑠都凱斗（尾上部屋 エストニア・ラクヴェレ出身） - 14勝1敗（初受賞）           |
| 十両優勝     | 十両優勝     | 木村山守（春日野部屋 和歌山県御坊市出身） - 11勝4敗 ※優勝決定戦勝利             |
| 幕下優勝     | 幕下優勝     | 碧山亘右（田子ノ浦部屋 ブルガリア・ヤンボル出身） - 7戦全勝                     |
| 三段目優勝   | 三段目優勝   | 千昇秀貴（式秀部屋 モンゴル・ウランバートル出身） - 7戦全勝                     |
| 序二段優勝   | 序二段優勝   | 千代錦充斉（九重部屋 熊本県球磨郡錦町出身） - 7戦全勝 ※優勝決定戦勝利           |
| 序ノ口優勝   | 序ノ口優勝   | 佐々木山大輔（木瀬部屋 秋田県大館市出身） - 7戦全勝 ※優勝決定戦勝利             |

#### 五月場所（夏場所）
両国国技館（東京都）を会場に、初日の5月9日（日）から千秋楽の5月23日（日）まで15日間開催された。番付発表は4月26日（月）。
| タイトル     | タイトル     | 人物（所属部屋 出身地） - 成績 |
| ------------ | ------------ | --- |
| 幕内最高優勝 | 幕内最高優勝 | 白鵬翔（宮城野部屋 モンゴル・ウランバートル出身） - 15戦全勝（2場所連続14回目）                                                                    |
| 三賞         | 殊勲賞       | 該当者なし |
| 三賞         | 敢闘賞       | 阿覧欧虎（三保ヶ関部屋 ロシア・ウラジカフカス出身） - 12勝3敗（初受賞） 栃ノ心剛（春日野部屋 ジョージア・ムツケタ出身） - 8勝7敗（4場所ぶり2回目） |
| 三賞         | 技能賞       | 該当者なし |
| 十両優勝     | 十両優勝     | 武州山隆士（武蔵川部屋 青森県青森市出身） - 11勝4敗                                                                                                |
| 幕下優勝     | 幕下優勝     | 前田勝（放駒部屋 山形県鶴岡市出身） - 7戦全勝 |
| 三段目優勝   | 三段目優勝   | 拓錦広之（千賀ノ浦部屋 千葉県市川市出身） - 7戦全勝                                                                                                |
| 序二段優勝   | 序二段優勝   | 齊心大明（千賀ノ浦部屋 石川県加賀市出身） - 7戦全勝 ※優勝決定戦勝利                                                                                |
| 序ノ口優勝   | 序ノ口優勝   | 竜王浪勝照（立浪部屋 モンゴル・ウランバートル出身） - 7戦全勝                                                                                      |

#### 七月場所（名古屋場所）
愛知県体育館（名古屋市）を会場に、初日の7月11日（日）から千秋楽の7月25日（日）まで15日間開催された。番付発表は7月5日（月）。
| タイトル     | タイトル     | 人物（所属部屋 出身地） - 成績 |
| ------------ | ------------ | --- |
| 幕内最高優勝 | 幕内最高優勝 | 白鵬翔（宮城野部屋 モンゴル・ウランバートル出身） - 15戦全勝（3場所連続15回目）                                                                     |
| 三賞         | 殊勲賞       | 該当者なし |
| 三賞         | 敢闘賞       | 阿覧欧虎（三保ヶ関部屋 ロシア・ウラジカフカス出身） - 11勝4敗（2場所連続2回目） 豊真将紀行（錣山部屋 山口県下関市出身） - 11勝4敗（8場所ぶり4回目） |
| 三賞         | 技能賞       | 鶴竜力三郎（井筒部屋 モンゴル・スフバートル出身）（5場所ぶり5回目） - 11勝4敗                                                                       |
| 十両優勝     | 十両優勝     | 将司昂親（入間川部屋 青森県西津軽郡深浦町出身） - 13勝2敗                                                                                           |
| 幕下優勝     | 幕下優勝     | 十文字友和（陸奥部屋 青森県三戸郡階上町出身） - 7戦全勝                                                                                             |
| 三段目優勝   | 三段目優勝   | 貴斗志将吏（貴乃花部屋 埼玉県越谷市出身） - 7戦全勝                                                                                                 |
| 序二段優勝   | 序二段優勝   | 立野卓（九重部屋 東京都世田谷区出身） - 7戦全勝 ※優勝決定戦勝利                                                                                     |
| 序ノ口優勝   | 序ノ口優勝   | 荒闘司三男（入間川部屋 モンゴル・ウランバートル出身） - 7戦全勝                                                                                     |

#### 九月場所（秋場所）
両国国技館（東京都）を会場に、初日の9月12日（日）から千秋楽9月26日（日）まで15日間開催された。番付発表は8月30日（月）。
| タイトル     | タイトル     | 人物（所属部屋 出身地） - 成績 |
| ------------ | ------------ | --- |
| 幕内最高優勝 | 幕内最高優勝 | 白鵬翔（宮城野部屋 モンゴル・ウランバートル出身） - 15戦全勝（4場所連続16回目）                                                       |
| 三賞         | 殊勲賞       | 該当者なし |
| 三賞         | 敢闘賞       | 嘉風雅継（尾車部屋 大分県佐伯市出身） - 11勝4敗（11場所ぶり2回目） 豪風旭（尾車部屋 秋田県北秋田市出身） - 12勝3敗（16場所ぶり2回目） |
| 三賞         | 技能賞       | 栃煌山雄一郎（春日野部屋 高知県安芸市出身） - 11勝4敗（15場所ぶり2回目）                                                              |
| 十両優勝     | 十両優勝     | 豊ノ島大樹（時津風部屋 高知県宿毛市出身） - 14勝1敗                                                                                   |
| 幕下優勝     | 幕下優勝     | 髙安晃（鳴戸部屋 茨城県土浦市出身） - 7戦全勝                                                                                         |
| 三段目優勝   | 三段目優勝   | 千代桜右京（九重部屋 東京都世田谷区出身） - 7戦全勝 ※優勝決定戦勝利                                                                   |
| 序二段優勝   | 序二段優勝   | 善富士聖也（伊勢ヶ濱部屋 兵庫県南あわじ市出身） - 7戦全勝 ※優勝決定戦勝利                                                             |
| 序ノ口優勝   | 序ノ口優勝   | 巨東宣浩（玉ノ井部屋 福島県双葉郡富岡町出身） - 7戦全勝                                                                               |

#### 十一月場所（九州場所）
福岡国際センター（福岡市）を会場に、初日の11月14日（日）から千秋楽11月28日（日）まで15日間開催された。番付発表は11月1日（月）。
| タイトル     | タイトル     | 人物（所属部屋 出身地） - 成績                                                                 |
| ------------ | ------------ | ---------------------------------------------------------------------------------------------- |
| 幕内最高優勝 | 幕内最高優勝 | 白鵬翔（宮城野部屋 モンゴル・ウランバートル出身） - 14勝1敗（5場所連続17回目） ※優勝決定戦勝利 |
| 三賞         | 殊勲賞       | 稀勢の里寛（鳴戸部屋 茨城県牛久市出身） - 10勝5敗（17場所ぶり3回目）                           |
| 三賞         | 敢闘賞       | 豊ノ島大樹（時津風部屋 高知県宿毛市出身） - 14勝1敗（15場所ぶり3回目）                         |
| 三賞         | 技能賞       | 豊ノ島大樹（時津風部屋 高知県宿毛市出身） - 14勝1敗（6場所ぶり3回目）                          |
| 十両優勝     | 十両優勝     | 魁聖一郎（友綱部屋 ブラジル・サンパウロ出身） - 11勝4敗 ※優勝決定戦勝利                        |
| 幕下優勝     | 幕下優勝     | 妙義龍泰成（境川部屋 兵庫県高砂市出身） - 6勝1敗 ※優勝決定戦勝利                               |
| 三段目優勝   | 三段目優勝   | 碧天大市（田子ノ浦部屋 大阪府大阪市大正区出身） - 7戦全勝 ※優勝決定戦勝利                      |
| 序二段優勝   | 序二段優勝   | 藤田紀雄（北の湖部屋 京都府京都市伏見区出身） - 7戦全勝                                        |
| 序ノ口優勝   | 序ノ口優勝   | 北勝国英明（八角部屋 山形県鶴岡市出身） - 7戦全勝                                              |

### トーナメント大会
- 第34回日本大相撲トーナメント（2月7日 両国国技館）
  - 優勝： 豪栄道豪太郎（初優勝）
- 第67回明治神宮例祭奉祝全日本力士選士権大会（10月4日 両国国技館）
  - 優勝： 把瑠都凱斗（初優勝）

### 新弟子検査合格者
四股名が太字の者は現役力士。最高位は引退力士のみ記載。
| 場所     | 人数 | 主な合格者 | 四股名         | 最高位     | 最終場所      | 備考        |
| -------- | ---- | ---------- | -------------- | ---------- | ------------- | ----------- |
| 1月場所  | 10人 |            |                |            |               |             |
| 3月場所  | 48人 | 基王代仁   | 千代ノ皇王代仁 | （現役）   | （現役）      |             |
| 3月場所  | 48人 | 達綾哉     | 輝大士         | （現役）   | （現役）      |             |
| 3月場所  | 48人 | 石井伸明   | 隆の勝伸明     | （現役）   | （現役）      |             |
| 3月場所  | 48人 | 福岡翔輝   | 照強翔輝       | 前頭3枚目  | 2024年3月場所 | 第2検査合格 |
| 3月場所  | 48人 | 立野卓     | 千代桜右京     | 十両11枚目 | 2012年5月場所 |             |
| 5月場所  | 17人 |            |                |            |               |             |
| 7月場所  | 1人  |            |                |            |               |             |
| 9月場所  | 3人  |            |                |            |               |             |
| 11月場所 | 7人  | 高畠祐貴   | 天空海翔馬     | （現役）   | （現役）      |             |

### 引退
| 場所     | 人数     | 主な引退力士 | 最高位     | 初土俵                            | 備考               |
| -------- | -------- | ------------ | ---------- | --------------------------------- | ------------------ |
| 1月場所  | 22人     | 千代大海龍二 | 大関       | 1992年11月場所                    | 年寄「佐ノ山」襲名 |
| 1月場所  | 22人     | 玉力道栄来   | 前頭8枚目  | 1997年3月場所（幕下最下位格付出） | 年寄「荒磯」襲名   |
| 1月場所  | 22人     | 大真鶴健司   | 前頭16枚目 | 1992年5月場所                     |                    |
| 1月場所  | [ 注 5 ] | 朝青龍明徳   | 第68代横綱 | 1999年1月場所                     |                    |
| 3月場所  | 12人     | 北桜英敏     | 前頭9枚目  | 1987年3月場所                     | 年寄「小野川」襲名 |
| 5月場所  | 12人     | 北勝岩治     | 十両10枚目 | 1997年3月場所                     |                    |
| 7月場所  | 12人     | 海鵬涼至     | 小結       | 1996年1月場所（幕下最下位格付出） | 年寄「谷川」襲名   |
| 7月場所  | 12人     | 大勇武龍泉   | 十両10枚目 | 2001年3月場所                     |                    |
| 9月場所  | 21人     | 岩木山竜太   | 小結       | 2000年7月場所（幕下最下位格付出） | 年寄「関ノ戸」襲名 |
| 11月場所 | 14人     |              |            |                                   |                    |

#### 引退相撲興行
- 1月30日 - 皇司引退若藤襲名披露大相撲（両国国技館）[100]
- 1月31日 - 潮丸引退東関襲名披露大相撲（両国国技館）[101]
- 5月29日 - 出島引退大鳴戸襲名披露大相撲（両国国技館）[102]
- 10月2日 - 千代大海引退佐ノ山襲名披露大相撲（両国国技館）[103]
- 10月3日 - 第68代横綱朝青龍引退断髪披露大相撲（両国国技館）[77]

## 死去
- 1月16日 - 柴田勝久（プロレスラー、レフェリー、元幕下35枚目三重ノ山、* 1943年【昭和18年】）[104]
- 3月30日 - 出羽嵐大輔（最高位：前頭14枚目、所属：出羽海部屋、* 1970年【昭和45年】）[105]
- 4月1日 - 28代木村庄之助（元・立行司、所属：出羽海部屋、* 1928年【昭和3年】）[106]
- 4月21日 - ミスター・ヒト（プロレスラー、元幕下17枚目浪速海、* 1942年【昭和17年】）
- 5月24日 - ラッシャー木村（プロレスラー、元幕下20枚目木ノ村、*1941年【昭和16年】）[107]
- 6月19日 - 鳴門海一行（最高位：前頭筆頭、所属：春日野部屋、* 1926年【大正15年】）[108]
- 7月20日 - 北葉山英俊（最高位：大関、所属：時津風部屋、* 1935年【昭和10年】）[109]
- 8月4日 - 大麒麟將能（最高位：大関、所属：二所ノ関部屋、* 1942年【昭和17年】）[110]
- 9月1日 - 若乃花幹士（最高位：第45代横綱、所属：二所ノ関部屋→芝田山部屋→花籠部屋、第6代日本相撲協会理事長、* 1928年【昭和3年】）[65]
- 9月2日 - 荒波秀義（最高位：前頭4枚目、所属：時津風部屋、* 1940年【昭和15年】）[111]
- 10月19日 - 谷嵐久（最高位：前頭4枚目、所属：時津風部屋、* 1952年【昭和27年】）[112]
- 11月24日 - 駿河海光夫（最高位：前頭14枚目、所属：出羽海部屋、* 1920年【大正9年】）[113]

## 作品
- 短編アニメ映画『ちゅうずもう』（1月3日公開）